# Lipán M3
El Lipán M3 es un vehículo aéreo no tripulado (VANT) para vigilancia, reconocimiento aéreo e inteligencia desarrollado en su totalidad por personal del Ejército Argentino quien viene investigando y desarrollando este tipo de aviones desde 1996 y es el primer desarrollo en todo Latinoamérica.
Es parte del primer "Sistema Aéreo Táctico No Tripulado" y las primeras unidades han sido destinadas durante el mes de diciembre de 2007 al Destacamento de Inteligencia de Combate 601 del Ejército Argentino. 
El 10 de julio de 2008 se realizó, en el Aeródromo de Aviación de Ejército en Campo de Mayo, el primer vuelo nocturno del Lipán M3. La prueba fue llevada a cabo por personal del Departamento de Investigaciones, Desarrollo y Producción y del Destacamento de Inteligencia de Combate 601.
Desde 2010 el Ejército Argentino cuenta con cuatro Lipán M3. 
El Lipán M3 despega y aterriza de forma manual, y sólo es autónomo para mantener la altitud y la velocidad.

## Características técnicas
Pueden obtenerse datos e información sobre las características geográficas de las zonas exploradas y de las condiciones meteorológicas. Asimismo dispone de dispositivos de transmisión de señales de video de alta resolución, telemetría y datos de posicionamiento global.
Con un alcance de 40 km y autonomía de 5 horas, puede alcanzar una velocidad máxima de 170 km/h, transportar 20 kg y alcanzar los 2000 m de altura  (envergadura de 4,6 m; longitud de 3,55 m y peso de 60 kg). Despega a control remoto pero una vez en el aire se le programa una ruta con hasta 1000 puntos de referencia para volar de forma autónoma. Está equipado con cámaras varifocales y un sistema de visión infrarrojo, las cuales son multiplexadas para poder salir del transmisor de video y recibir en la estación de control terrestre las imágenes. Estas señales son recibidas por una antena direccional que se orienta manualmente según el movimiento del avión. 
El Centro INTI-Electrónica e Informática y el Ejército Argentino desarrollan en forma conjunta un software para el seguimiento automático de antena para aeronaves no tripuladas Lipán.

## Otros proyectos actuales
Se está desarrollando el XM4 que es una variante más avanzada y que ya se han provisto las primeras seis unidades para su experimentación, en diferentes regiones geográficas de la Argentina. Este modelo posee mayor autonomía (duplicaría la del Lipán M3), alcanza mayor altura y principalmente posee la capacidad de operación en modo totalmente automático, aterrizando y despegando según su programación.
Asimismo, la Armada Argentina está trabajando en el proyecto Guardián, cuyas prestaciones alcanzarían una velocidad de 120 km/h, una altura máxima de 1000 m y con un rango funcionamiento de 50 km.